# Julia Smit

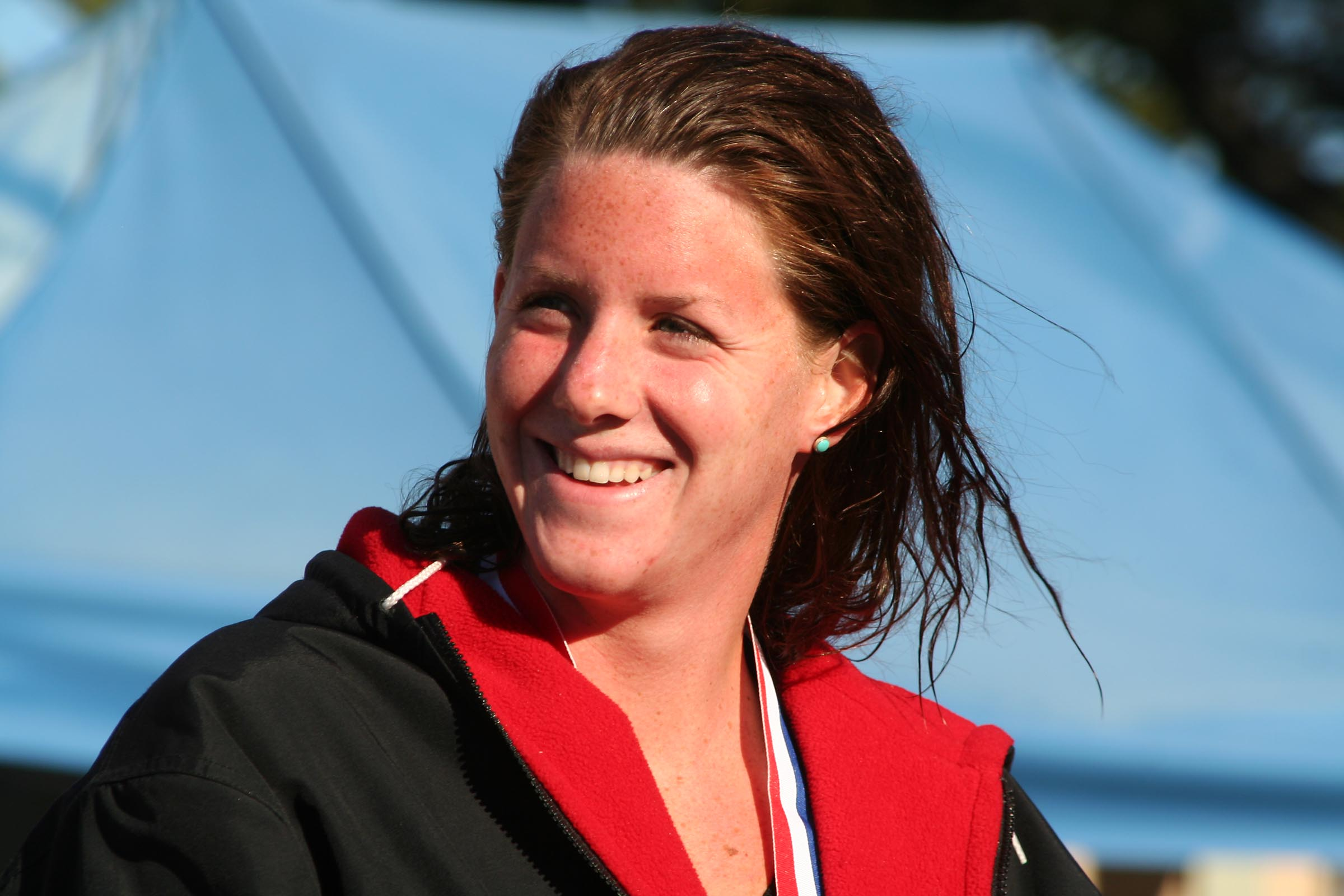
Foto da Nadadora norte- americana Julia Smit.

Julia Elizabeth Smit (Santa Rosa, 14 de dezembro de 1987) é uma nadadora norte-americana, ganhadora de duas medalhas em Jogos Olímpicos.
É recordista mundial em piscina curta dos 200 metros medley e dos 400 metros medley desde 2009.